# Willard (krater)
För andra betydelser, se Willard.
Willard är en nedslagskrater på planeten Venus. Willard har fått sitt namn efter den amerikanska skolledaren Emma Willard.
Kratern har en diameter på ungefär 48 km.